# Quiara Alegría Hudes
Quiara Alegría Hudes (ur. 1977) – dramatopisarka amerykańska, laureatka Nagrody Pulitzera. Wyróżnienie to otrzymała w 2012 za sztukę Water by the Spoonful. Inna jej sztuka, Elliot, A Soldier’s Fugue była finalistką konkursu Pulitzera.